# 肉柄琼楠
肉柄琼楠（学名：Beilschmiedia macropoda）为樟科琼楠属下的一个种。

## 扩展阅读
- 維基物種上的相關：肉柄琼楠